# Горња Плоча
Горња Плоча је насељено мјесто у Лици. Припада општини Ловинац, у Личко-сењској жупанији, Република Хрватска.

## Географија
Насеље Плочу чине засеоци Горња и Доња Плоча, а раније и Мала Плоча (данашње Тушице). Замишљена граница између Горње и Доње Плоче је врело Миљковића. Смјештена је у сјевероисточном дијелу Личког поља. Простире се на око 50 km² и у дужини око 10 км, а налази се на око 600 метара над морем. На истоку се граничи са селом Враник, на југу са Личким пољем, на западу са селом Могорић, а на сјеверу са Личким средогорјем. Пружа се у подножју брда: Дебељаче, Гостуше, Плочанског кланца, Гакуше, Међедоваче (Међедаче), Јусиповаче (Љусповаче), Липаћа, брда Савцанова и обронака Личког средогорја. На југоисточном — рубном дијелу Плоче, између Дебељаче и Гостуше, лежи равница Бјелопоље.
Кроз Горњу Плочу пролази државни пут D522. D522 је државни пут у Лици, који повезује ауто-пут A1 од чвора Горња Плоча до Удбине (државни пут D1). Дужина пута износи 13,2 км.
Горња Плоча је од Ловинца удаљена око 7,5 км, од Удбине око 14 км, од Грачаца 27 км, Госпића 30 км, а од Плитвица око 60 км.

### Извори и воде
За разлику од неких села у Лици, Плоча не оскудјева са водом. У Горњој Плочи из планинског језера, подно Плочанског кланца, извире ријека Јадова, највећа притока ријеке Лике. Ријека Јадова повезује Плочу са селима: Могорић, Павловац Вребачки, Завође, Вребац и Барлете, а код Кулице утиче у ријеку Лику. Према народном предању ова ријека се у далекој прошлости звала Милава. Плочани и мјештани села кроз која протече, често је зову Јаруга. Осим Јадове Плоча има и већи број врела и бунара, са живом водом, која никад не пресушују. У Плочи се налази још и врело Миљковић и врело Поповић.

### Пећина Дебељача
Пећина у каменолому Дебељача налази се у Горњој Плочи, 5 км сјеверно од насеља Ловинац на истоименом узвишењу које је саставни дио Личког средогорја. Камен се на његовим јужним падинама експлоатисао од 2002. до 2004. године за потребе изградње ауто-пута Загреб-Сплит. У том је раздобљу минирањем урушена таваница дијела пећинског канала и отворен јамски улаз у пећину димензија 20 x 10 м. У мају 2004. године почело се са истраживањем пећине. До сада је истражено и топографски снимљено 908 м пећинских канала који допиру до дубине од 66,5 м чиме се ова пећина убраја у средње дуге спелеолошке објекте. Недалеко од улаза у главну пећину у смјеру сјевероисток налази се мала пећина. На темељу њеног положаја и спелеоморфолошких карактеристика може се закључити да су оне дио истог пећинског система.

## Историја
Са сигурношћу се може утврдити да је ово насеље постојало прије доласка Турака у Лику 1527. године, али под именом Новаковићи и Новаци. Наиме, у 14. вијеку Личку жупу населише многа племена. Према записима из тог времена стоји да се у рукама Ивана Карловића 1509. године налази Билај, Барлете, Сливник, Новаци (Плоча), Ловинац и Нови Град. Попис из 1577. године говори да има два каштела Новака. Новаковићи или Новаци лежали су на тлу данашње Плоче, гдје заиста постоје двије градине, између којих је Штулића кула познатија. Такође се добро зна да је насеље Плоча увијек била у Личкој жупи односно Лици и то у сјевероисточном дијелу Личког поља односно сјевероисточно од извора ријеке Лике и града Метка.
Освајањем Крбаве и Лике од стране Турака у прољеће 1527. године, спомиње се веома важан податак да су Турци, поред Удбине и других личких насеља, градова и утврђења у Лици, освојили и насеље Новаке (Плочу). То је уједно и најпоузданији писани извор о постојању данашње Плоче под именом Новаци.
У доба Турске владавине Ликом, Ибрахим паша утврди своју столицу на Удбини 1528. године. Поред њега спомињу се и Мустај бег лички и диздар Чавјан ага, заповједник удбинске тврђаве — града. Од осталих спомиње се Осман ага Крбавски, ага Алага Вребо (по њему је Вребац добио име), као и злогласни ага Плочанин Алија. Слиједом тих чињеница може се са великом сигурношћу извести закључак да је селом Плочом аговао Алија Плочанин носећи њено презиме. Мања је вјероватност да је по њему Плоча добила име, али се и та могућност у потпуности не искључује, па је на тај начин назив за ово насеље Новаци, замењен називом Плоча.
Простор данашње Плоче насељен је првим становницима српске националности у вријеме Ферхад паше Соколовића (1575—1577). У оквиру интензивнијег насељавања села у Личком пољу, која је извршена у периоду 1690—1692. године, као послиједица исељавања за вријеме турске владавине, спомиње се и Плоча. Први званичан писани документ о броју кућа — домаћинстава, темељи се на попису извршеном 1700. године. Према списку српско — православних парохија у Карловачком Ђенералату од 1700. године се каже да у српско — православној епархији Радуч, којој је припојена и Плоча, има 120 кућа, са два пароха. Исте године објављен је податак према ком село Плоча и Кик заједно имају 40 домова.
Према причању најстаријих, што се преносило с кољена на кољено, Плочу су и околна села, додуше краће време, били населили Грци, који су, наводно, због јаких зима и високог снијега, који паде на Петровдан, отишли и нису се више ни вратили.
Веома важан податак из тог времена односи се на изградњу српско — православне цркве Светог Духа — Тројице, која је у Горњој Плочи озидана 1719. године. Послије изградње светог храма у Плочи, број домаћинстава се нагло повећава. Пописано је 1847. године ту 1301 Србин православни, а код следећег пописа из 1867. године заједно су обрачунати Плоча и Кик. Тада је број становника 1884. За Плочу и Плочане веома је важна 1869. година, када је изграђена, основана и отворена основна школа у Плочи. Мијат Стојановић је записао (1874. г.) као школски надзорник да је учитељ способан, а катихета немаран за школу и непријатељ учитеља, јер учитељ није православац. Зато је плочанска школа добила учитеља православне вјере, а учитељ католик је премјештен у Свети Рок.

### Први свјетски рат
Плочани су дали и свој допринос у Првом свјетском рату, као српски добровољци. Многи се и не вратише, а они који су се вратили, дођоше са Карађорђевим знамењем и ордењем.
Између Првог и Другог свјетског рата Плоча се развијала као аграрно село, са веома доста оваца, коза, говеда и коња. Многи су Плочани одлазили на јавне радове у Србију, као и на рад у Француску, Америку и друге земље. Уочи самог Другог свјетског рата Плоча је имала: школу, цркву, жандармеријску станицу, два парна млина, три дућана, гостиону, три шустерске радње, двије ковачке радње, пекарску радњу и попову кућу. Прота Миланко Борић је почетком 1939. обележио 75 година живота и 50 година свештеничке службе.

### Други свјетски рат
Након капитулације Краљевине Југославије, Плоча је током Другог свјетског рата била под контролом Независне Државе Хрватске (НДХ). Усташе су 31. јула 1941. за непуна два сата побили више од 80 људи. Истог дана, усташе су натрпале у камион петнаестак Плочана, с образложењем да их воде покрштавати, а намјера им је била одвести и бацити их у Јадовно, концентрациони логор и логор за истребљење гдје је убијено око 50-60.000 људи. Плоча, а нарочито Горња Плоча, због свог положаја, била је у неколико наврата до темеља попаљена и опљачкана, а народ је готово све вријеме рата провео у збјегу по Личком средогорју. Сваки трећи становник Плоче активно је учествовао у НОБ-у. Током рата погинула су 94 борца, а живот у рату изгубило је 315 Плочана.

### Новија историја
По ослобођењу село Плоча је било згариште. Под утицајем КПЈ, Плочани су врло брзо опростили гријехове и злочине својих сусједа. Нажалост, вријеме ће показати да је праштање било узалудно.
До територијалне реорганизације у Хрватској насеље се налазило у саставу бивше велике општине Грачац.
Горња Плоча се од распада Југославије до августа 1995. године налазила у Републици Српској Крајини. Током агресије на РСК августа 1995. године, сви становници села су прогнани из својих домова.

## Култура

### Парохија
У Плочи је сједиште истоимене парохије Српске православне цркве. Парохија Плоча припада Архијерејском намјесништву личком у саставу Епархије Горњокарловачке а чине је Горња и Доња Плоча. У Плочи је постојао храм Српске православне цркве посвећен Сошествију Светог Духа изграђен 1719. године. Црква је до темеља срушена 1949.
Слава села је Силазак Светог Духа на апостоле Педесетница — Тројице или у народу Духови, који се светкују три дана. Падају у педесети дан или у седму недељу по Васкрсу. Плочани славе други дан — Духовски понедељак.

## Становништво
По званичном попису из 1768. године у Личкој регименти, према ком се село Плоча самостално исказује, имала је 75 кућа. Плоча се и даље шири до краја XVIII и током читавог XIX вијека. Слиједећи званични пописи, али овог пута и броја кућа и народа у Карловачком Владичанству, извршени су године 1800. и 1880. Године 1800. Плоча је имала 100 кућа и 1160 становника, а године 1880. имала је већ 240 кућа и 2309 становника. Упоређујући, јасно се види да је за 80 година број кућа и становника удвостручен. Према Топографији Карловачке Војне крајине из године 1835. стоји да је Плоча, „велико грконесједињено парохијско село“, са 144 куће и 1195 становника.
По подацима Митрополије Карловачке од 1905. године, село Плоча, са селима Мала Плоча и Кик, имала је политичку (управну) општину у Ловинцу. Српских домова је било 390, а Срба православне вјере било је 3019. Уочи Другог свјетског рата Плоча је била велико српско-православно село, са око 285 домаћинстава и око 1700 становника.
Према подацима Комисије за попис становника СО Грачац, марта 1991. године и према списку домаћинстава и броја становника МЗ Плоча (укључујући и Кик), Плоча је имала 149 домаћинстава и 469 становника од чега 2 становника хрватске националности. Према попису становништва из 2001. године, Плоча је имала свега 22 становника. Према попису из 2011. године, Горња Плоча је имала 45 становника.
| Националност       | 1991. | 1981. | 1971. | 1961. |
| Срби               | 333   | 471   | 644   | 918   |
| Југословени        | 1     | 13    | 24    |       |
| Хрвати             | 5     | 5     | 4     | 5     |
| остали и непознато | 5     | 5     | 3     | 1     |
| Укупно             | 344   | 494   | 675   | 924   |

| Демографија | Демографија | Демографија |
| Година      | Становника  | Становника  |
| ----------- | ----------- | ----------- |
| 1857.       | 1.163       |             |
| 1869.       | 1.343       |             |
| 1880.       | 1.287       |             |
| 1890.       | 1.435       |             |
| 1900.       | 1.555       |             |
| 1910.       | 1.410       |             |
| 1921.       | 1.452       |             |
| 1931.       | 1.502       |             |
| 1948.       | 996         |             |
| 1953.       | 939         |             |
| 1961.       | 924         |             |
| 1971.       | 675         |             |
| 1981.       | 494         |             |
| 1991.       | 344         |             |
| 2001.       | 22          |             |
| 2011.       |             | 45          |

### Попис 1991.
На попису становништва 1991. године, насељено место Горња Плоча је имало 344 становника, следећег националног састава:
| Попис 1991.‍ | Попис 1991.‍ | Попис 1991.‍ | Попис 1991.‍ | Попис 1991.‍ |
| ----------- | ----------- | ----------- | ----------- | ----------- |
|             |             |             |             |             |
| Срби        | Срби        |             | 333         | 96,80%      |
| Хрвати      | Хрвати      |             | 5           | 1,45%       |
| Југословени | Југословени |             | 1           | 0,29%       |
| непознато   | непознато   |             | 5           | 1,45%       |
| укупно: 344 |             |             |             |             |

### Презимена
Плочанска презимена са крсним славама:
| - Бањеглав — славе Св. Аранђела - Батинић — славе Св. Николу - Будимлија — славе Св. Стефана Дечанског - Вукобратовић — славе Ђурђевдан - Гајић — славе Ђурђевдан - Дешић — славе Врачеве - Драганић — славе Ђурђевдан - Дукић — славе Ђурђевдан - Ђукић — славе Врачеве - Кљајић — славе Ђурђевдан (знамените личности: Мирко Кљајић) - Лазић — славе Лазареву суботу | - Малиновић — славе Св. Николу - Миљковић — славе Св. Аранђела - Орловић — славе Св. Јована - Павлица — славе Св. Јована (знамените личности: Добривоје Павлица) - Павловић — славе Ђурђевдан - Петковић — славе Св. Стефана - Поповић — славе Св. Јована - Радека — славе Св. Стефана - Ћалић — славе Петровдан - Ћурувија — славе Св. Јована - Чутурило — славе Св. Николу - Штулић — славе Врачеве (знамените личности: Мирко Штулић) |

### Надимци
Постојали су надимци за поједине породице, односно презимена у Плочи. Даје се преглед презимена и њихових надимака: Бањеглави — Калаиши, Будимлије — Купусине, Вукобратовићи — Чочићи, Кебићи, Гајићи — Бувачи, Дукићи — Баноте, Галамићи, Ђукићи — Кутлаче, Кљајићи — Арари, Бљутеше, Шојмани, Жутије, Миљковићи — Кељоте, Кијачићи, Орловићи — Брдари, Долари, Рукачари, Ћуће, Карегићи, Шкорићи, Павлице — Бакрачи, Цоте, Поповићи — Фрдектери, Ћалићи — Маге, Чутуриле — Главани, Копачи, Рабате, Штулићи — Кргаћи.

## Знамените личности
- Илија Ајдуковић (Плоча, Лика, 31. јул 1905 — Ваган код Ловинца, Лика, 21. април 1941), свештеник Српске православне цркве, мученички пострадао од усташа[13]
- Мирко Кљајић, народни херој Југославије
- Мирко Штулић, народни херој Југославије
- Добривоје Павлица, српски пјевач (крајишки и лички музички умјетник)